# تشهار طاق (لامرد)
تشهار طاق (بالفارسية: چهار طاق) تلفظ: [Chahār Ţāq]) هي منطقة سكنية في محافظة فارس إيران التابعة لبلدة أشكنان مقاطعة لامرد.

## السكان
تقع هذه القرية في قسم خيركو وحسب احصاءات سنة 2006 كان عدد سكانها 402 نمسة يعيشون في 83 مسكن.